# Zemljiški kataster
Zemljiški kataster je temeljna uradna evidenca o zemljiščih. V zemljiškem katastru so vpisani podatki glede zemljišč. Ti podatki glede zemljišč so lega, oblika, površina, mere, katastrski razred. Zemljiška knjiga pa evidentira podatke o lastništvu nepremičnin in pravna razmerja-stvarne pravice na nepremičninah. Med stvarne pravice sodi lastninska pravica, služnostna pravica, zastavna pravica, odkupna pravica, ... Te pravice na nepremičninah vodi zemljiška knjiga. 

## Vsebina
Parcela je osnovna, najmanjša enota zemljiškega katastra. Je tudi strnjeno zemljišče z evidentirano mejo, katera leži znotraj katastrske občine ter pripada istim lastnikom, označena pa je z identifikacijsko oznako, določeno številko. Vsaka parcela ima v zemljiškem katastru shranjene podatke o parcelni številki, meji parcele, dejanski rabi površine, upravljavcu premoženja, lastniku, dejanski rabi parcele, boniteti zemljišča, zemljišču pod stavbo, zelenih površinah, nerodovitnem zemljišču. 
Zemljiški katastrski prikaz-ZKP Arhivirano 2010-08-06 na Wayback Machine. je od leta 1998 v celoti digitaliziran.

## E-zemljiški kataster
Delovanje e-zemljiškega katastra zagotavlja Geodetska uprava Republike Slovenije (GURS). Skrbi za dostop, vodenje, vzdrževanje, obdelavo podatkov. Elektronski dostop do zemljiškega katastra je brezplačen, namenjen je za uporabo geodetskih podatkov v upravnih postopkih in tudi informativnim potrebam javne uprave, pravnim osebam in prebivalcem. 
Vpogled je možen brez postopkov registracije, takšnen vpogled je javni vpogled, poznamo pa tudi osebni vpogled, kateri pa je namenjen le za vpogled v lastne nepremičnine. 

### Vrste vpogledov v geodetske podatke
Poznamo tri načine in sicer:
1. Javni vpogled, je vpogled v podatke o nepremičninah, opravimo ga lahko brez kakršnekoli registracije,
2. Osebni vpogled, je v lasti posamezne osebe glede nepremičnine,
3. Vpogled za registrirane uporabnike.

#### Javni vpogled v evidenco trga nepremičnin
Pri tem vpogledu dobi uporabnik podrobnejše podatke glede nepremičnin, omogoča pa mu tudi vpogled v sklenjene kupoprodajne posle. Kadar želimo vstopiti v javni vpogled moramo imeti številko katastrske občine, lahko tudi samo ime katastrske občine in številko parcele ali številko stavbe. 

#### Osebni vpogled v evidenco trga nepremičnin
Tukaj gre za brezplačno spletno storitev, potrebno pa je imeti digitalno potrdilo SIGEN-CA/SIGOV-CA.

#### Vpogled za registrirane uporabnike v evidenco trga nepremičnin
Ta vpogled je namenjen pravnim osebam, notarjem, samostojnim podjetnikom, cenilcem,...
Vpogled je mogoč v podatke zemljiškega katastra, registra prostorskih enot z ulicami in hišnimi številkami, katastra stavb, geodetskih točki,... Uporabnikom se vpogled omogoči po podpisu pogodbe o uporabi storitve vpogleda z Geodetsko upravo Republike Slovenije. Nato pa uporabnik potrebuje še uporabniško ime in geslo, ter digitalno potrdilo SIGEN-CA/SIGOV-CA/AL-NLB/Posta-CA.
Če pa želimo postati uporabnik se moramo registrirati in pračati registracijo, vpogled pa se plačuje v obliki letnega nadometila.

## Zgodovina

### Franciscejski kataster
Poznamo Franciscejski kataster, ki predstavlja uradno evidenco zemljiških parcel. Ta zemljiški kataster je iz prve polovice 19. stoletja. Takrat so bili za pripravo in izdelavo katastra ustanovljeni posebni upravni organi in komisije. Okrožno komisijo je vodil okrožni glavar in pa njegov namestnik. Popise občinskih meja so opravljali geometri, uradnik, pristojnik občine, na katero je mejila. Franciscejski katastrski operat ima indikacijske slike, katastrske mape in spisovni del. Operat sestavlja zapisnik zemljiških parcel, zapisnik stavbnih parcel, izkaz površine zemljišč, abecedni seznam zemljiških posestnikov … Arhivsko gradivo Franciscejskega katastra je nastalo v letih od 1818 do 1828, popravki pa so nastajali kasneje.

## Pravne podlage
Pravne podlage za zemljiški kataster so:
- Navodilo o začetku uradne uporabe digitalnega katastrskega načrta, Ur.l. RS, št. 57/99,
- Zakon o evidentiranju nepremičnin, Ur. l. RS, št. 47/06,
- Pravilnik o pogojih in načinu računalniškega dostopa do podatkov iz evidenc in zbirk geodetskih podatkov, Ur. l. RS, št. 25/08.

## Vodenje
Zemljiški kataster je centralna informatizirana zbirka podatkov, katero vodijo upravni organi-Geodetske pisarne, Območne geodetske uprave in Glavni urad, pristojen za geodetske zadeve. Vodenje opravljajo preko lokalnih baz in s programskim orodjem, ki poleg ažuriranih podatkov omogočajo tudi izpis, izris, izdajo in pregled podatkov zemljiškega katastra.